# Keimtheorie
Die Keimtheorie besagt, dass Krankheiten durch Mikroorganismen verursacht und dann über Husten, Niesen (Tröpfcheninfektion), Küssen, Abfälle und verunreinigte Nahrungsmittel oder Wasser übertragen werden können. Ihren Höhepunkt hatte die Theorie zwischen 1870 und 1900, inhaltlich ist sie auch heute noch korrekt, als solche aber selbstverständlich geworden.

## Entdeckung

### Louis Pasteur

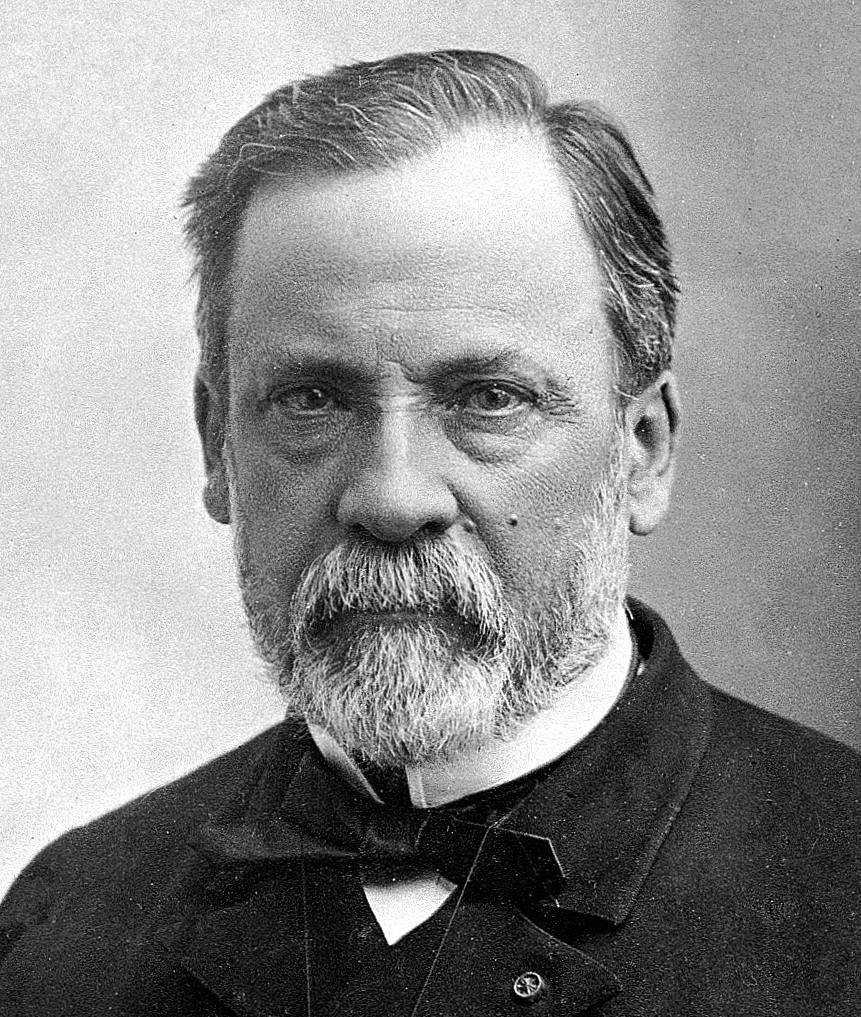
Louis Pasteur

Im Jahre 1865 verbreitete sich in Südfrankreich eine tödliche Erkrankung der Seidenraupe und führte in der ansässigen Textilindustrie zu Einbußen. Der um Hilfe ersuchte Louis Pasteur entdeckte bald unter dem Mikroskop als Ursache winzige Parasiten, die die Seidenraupen und ihre bevorzugte Nahrung (die Blätter der Maulbeere) befallen hatten. Als bestes Mittel empfahl er daher die Vernichtung der kranken Seidenraupen und ihres befallenen Futters, womit die Plage tatsächlich gestoppt werden konnte.
Pasteur vertrat nun die Ansicht, dass für alle ansteckenden Krankheiten vergleichbare Ursachen zugrunde liegen müssten; damit war der Grundstein für die Keimtheorie gelegt. Schon in den vorangegangenen Jahren waren Zweifel an der bislang allgemein vorherrschenden Miasma-Theorie aufgekommen, so z. B. im Bericht des  Untersuchungskomitees über den Cholera-Ausbruch von London 1854 auf Grundlage der Untersuchungen von John Snow und Henry Whitehead.

### Ignaz Semmelweis

Ignaz Semmelweis

Der Ungar Ignaz Semmelweis bemerkte, dass die Sterberate der Frauen an Kindbettfieber in den Wiener Krankenhäusern erschreckend hoch war, wohingegen Frauen, die zuhause durch die Hilfe einer Hebamme ihr Kind zur Welt brachten, sehr viel seltener daran starben. Ihm wurde bewusst, dass die Krankheit anscheinend durch die Ärzte auf dem Weg vom Sektions- zum Operationsraum mitgeschleppt wurde. So verschärfte er die Vorschriften dahingehend, dass die Hände vor jeder Untersuchung zu desinfizieren seien. Daraufhin sank die Sterblichkeitsrate.

## Folgen
Erst nachdem Pasteur seine Keimtheorie aufgestellt hatte, wurde eine Änderung der Verhältnisse bemerkbar. Zwar richteten sich viele konservative Ärzte noch dagegen, wurden jedoch allmählich gezwungen, sich den Neuerungen zu fügen. Sauberkeit wurde in der Medizin immer wichtiger und während des französisch-preußischen Krieges zwang Pasteur die Ärzte, ihre Instrumente vor der Benutzung bei verwundeten Soldaten auszukochen und ihre Binden mit Dampf zu behandeln. Als Joseph Lister von Pasteurs Keimtheorie hörte, kam er zu der Erkenntnis, dass keine Infektionen mehr eintreten würden, wenn man die Wunde oder den chirurgischen Einschnitt sterilisierte. Er verwendete als erster Karbolsäure (Phenol), hatte damit Erfolg und legte somit den Grundstein für die antiseptische Chirurgie (Antisepsis).
Weitere wichtige Folge der Keimtheorie war die Entwicklung von Impfstoffen.

## Quelle
- Keimtheorie und Bakteriologie – Artikel auf dem Vorarlberger Bildungsserver
- weitere Beiträge zur Keimtheorie und Bakteriologie – Artikel des Science Museum (auf Englisch)